# Steinschlagspitze
Die Steinschlagspitze ist ein 2861 m ü. A. Meter hoher Berg in den Ötztaler Alpen in Südtirol. Sie liegt dem Schnalskamm knapp vorgelagert, ca. 4 Kilometer südöstlich der Weißkugel, nahe der Grenze zu Österreich. Südöstlich des Gipfels befindet sich die Ortschaft Kurzras am Ende des Schnalstals, im Osten der von der Schnalstaler Gletscherbahn touristisch erschlossene Hochjochferner.
Der Berg ist von Kurzras aus entweder über den Südgrat und den vorgelagerten Hasenkofel oder über das östlich gelegene Plateau Stuteben und die Nordflanke besteigbar. Beide Anstiege weisen den Schwierigkeitsgrad II (UIAA) auf und nehmen etwa 3 Stunden in Anspruch.